# Eparchie polocká
Eparchie polocká je eparchie běloruské pravoslavné církve nacházející se v Bělorusku.

## Území a titul biskupa
Zahrnuje správní hranice území Braslaŭského, Verchňadzvinského, Hlybokajeckého, Dokšyckého, Mjorského, Polockého, Pastavského, Rasonského, Ušačského a Šarkaŭščynského rajónu Vitebské oblasti.
Eparchiálnímu biskupovi náleží titul biskup polocký a hlybokajecký.

## Historie
Historie eparchie sahá do roku 992, kdy zde byl zřízen první biskupský stolec. Tato událost se datuje do doby vlády knížete Izjaslava Vladimiroviče, syna svatého knížete Vladimíra a kněžny Rognědy Polocké.
V 10.–13. století byly součástí eparchie města Vitebsk, Minsk, Zaslauje, Lahojsk, Sluck, Druck, Novogrodek, Orša a Lukoml.
Roku 1391 získala statut archiepiskopie.
Byla v kanonické jurisdikci kyjevsko-litevské metropolie Konstantinopolského patriarchátu (1315–1329, 1356–1362, 1415–1419), kyjevské metropolie (1620–1628). Po obsazení Polocka carem Ivanem Hrozným byla nějakou dobu v jurisdikci moskevské metropolie.
Od října 1596 do října 1620 a od srpna 1628 do června 1657 zůstala eparchie bez biskupa. Důvodem byla Brestlitevská unie. Roku 1662 byla díky aktivní protiortodoxní politice eparchie zrušena.
Roku 1833 byla eparchie obnovena jako eparchie polocká a vilenská. Zahrnovala Vitebskou, Vilenskou a Kurlandskou gubernii.
Na začátku druhé světové války nezůstal v Polocku ani jeden chrám a eparchie zanikla.
Dne 6. července 1989 byla Svatým synodem eparchie obnovena.

## Seznam biskupů

### Eparchie polocká kyjevské metropolie
- 1105–1116 Mina svatořečený
- 1120–1128 Ilija
- 1143–1156 Kosma Řek
- 1167–1182 Dionisij svatořečený
- 1182–1183 Nikolaos Řek
- Kallist I.
- Vladimir (1218)
- Nikolaj (1218)
- 1231–? Alexij
- ?–1271 Simeon svatořečený
- Iakov (1300)
- Grigorij I. (1331)

### Archiepiskopie polocká
- 1391–1415 Theodosios Řek
- Fotij (1415)
- 1450–1456 Simeon II.

### Archiepiskopie polocká a vitebská
- 1458–1459 Kallist II.
- ?–1481 Simeon III.
- ?–1492 Iona Glezna
- 1492–1503 Luka
- 1504–1512 Jevfimij (Okuškovič-Bosskij)
- Simeon IV. (1513)
- 1516–1523 Iosif (Rusin)
- Kiprian I.
- 1524–1533 Nafanail I.

### Archiepiskopie polocká, vitebská a mstislavská
- Misail (1534)
- 1534–1549 Simeon V.
- 1551–1558 German (Litavar-Chrebtovič)
- 1558–? Gerasim (Korsak)
- ?–1562 Grigorij (Volovič)
- 1562–1563 Arsenij (Šiška)
- 1563–1566 Trifon (Stupišin)
- 1563–1576 Varsonofij (Valach)
- 1566–1568 Afanasij (Paleckij)
- 1568–1572 Antonij
- 1576–1588 Feofan (Rpinskij)
- ?–1579 Kiprian II.
- 1588–1591 Afanasij (Těrleckij)
- 1592–1595 Nafanail (Selickij-Belickij)
- 1595–1596 Grigorij (Zagorskij)
- 1620–1628 Meletij (Smotrickij)
- Ioasaf (1629)
  - 1635–1654 Silvestr (Kosov) dočasný správce
- 1654–1656 Ioakim (Djakonovič)

### Eparchie polocká a vitebská
- 1657–1662 Kallist (Dorofejevič-Ritorajskij)

### Eparchie polocká a vilenská
- 1833–1837 Smaragd (Kryžanovskij)
- 1837–1840 Isidor (Nikolskij)

### Eparchie polocká a vitebská
- 1840–1866 Vasilij (Lužinskij)
- 1866–1874 Savva (Tichomirov)
- 1874–1882 Viktorin (Ljubimov)
- 1882–1889 Markell (Popel)
- 1889–1893 Antonin (Děržavin)
- 1893–1899 Aleksandrs (Zaķis)
- 1899–1902 Tichon (Nikanorov) svatořečený mučedník
- 1902–1911 Serafim (Meščerjakov)
- 1911–1913 Nikodim (Bokov)
  - 1913–1913 Panteleimon (Rožnovskij) dočasný správce
- 1913–1914 Vladimir (Putjata)
- 1914–1915 Innokentij (Jastrebov)
- 1915–1917 Kirion (Sadzaglišvili) svatořečený
- 1917–1918 Innokentij (Jastrebov)
  - 1918–1918 Panteleimon (Rožnovskij) dočasný správce
- 1918–1918 Serafim (Alexandrov)
- 1918–1918 Jānis (Pommers) svatořečený mučedník
- 1918–1926 Innokentij (Jastrebov)
  - 1924–1925 Nektarij (Trezvinskij) dočasný správce
  - 1925–1926 Alexij (Buj) dočasný správce
- 1926–1927 Pavlin (Krošečkin) svatořečený mučedník
- 1927–1928 Gavriil (Vojevodin)
- 1931–1933 Nikolaj (Pokrovskij)
- 1933–1935 Tichon (Rusinov)
  - 1935–1935 Feafan (Semjanjaka) dočasný správce
- 1941–1944 Afanasij (Martas)
  - 1949–1959 Pitirim (Sviridov) dočasný správce
- 1989–1992 Dimitrij (Drozdov)

### Eparchie polocká
- 1992–1996 Hleb (Savin)
  - 1996–1997 Filaret (Vachromejev) dočasný správce
- 1997–2019 Feodosij (Bilčenko)
- od 2019 Ignacij (Lukovič)